# Racing Club de Lens 2025-2026
Questa voce raccoglie le informazioni riguardanti il Racing Club de Lens nelle competizioni ufficiali della stagione 2025-2026.

## Stagione
La stagione 2025-2026 è la centoventesima nella storia del club e la sua sessantatreesima nella massima divisione. Essa vede il Lens partecipare alla Ligue 1, per la sesta stagione consecutiva e alla Coppa di Francia.

## Divise e sponsor
Lo sponsor tecnico per la stagione 2025-2026 è Puma, mentre lo sponsor ufficiale è Auchan, catena francese di supermercati e ipermercati.
| Casa | Trasferta |

## Rosa
Rosa aggiornata al 17 agosto 2025 
| N. |                                 | Ruolo | Calciatore        |
| -- | ------------------------------- | ----- | ----------------- |
| 1  | Francia (bandiera)              | P     | Régis Gurtner     |
| 2  | Francia (bandiera)              | D     | Ruben Aguilar     |
| 3  | Colombia (bandiera)             | D     | Deiver Machado    |
| 4  | Bosnia ed Erzegovina (bandiera) | D     | Nidal Čelik       |
| 5  | Montenegro (bandiera)           | C     | Andrija Bulatović |
| 6  | Austria (bandiera)              | D     | Samson Baidoo     |
| 7  | Francia (bandiera)              | A     | Florian Sotoca () |
| 9  | Uruguay (bandiera)              | A     | Martín Satriano   |
| 10 | Francia (bandiera)              | A     | Florian Thauvin   |
| 11 | Francia (bandiera)              | C     | Angelo Fulgini    |
| 13 | Ecuador (bandiera)              | D     | Jhoanner Chávez   |
| 14 | Francia (bandiera)              | D     | Matthieu Udol     |
| 15 | Nigeria (bandiera)              | C     | Hamzat Ojediran   |
| 18 | Francia (bandiera)              | C     | Andy Diouf        |
| 20 | Francia (bandiera)              | D     | Malang Sarr       |

| N. |                           | Ruolo | Calciatore          |
| -- | ------------------------- | ----- | ------------------- |
| 22 | Francia (bandiera)        | A     | Wesley Saïd         |
| 23 | Arabia Saudita (bandiera) | D     | Saud Abdulhamid     |
| 24 | Francia (bandiera)        | D     | Jonathan Gradit     |
| 25 | Svezia (bandiera)         | A     | Jeremy Agbonifo     |
| 26 | Francia (bandiera)        | A     | Anthony Bermont     |
| 28 | Francia (bandiera)        | C     | Adrien Thomasson    |
| 29 | Mali (bandiera)           | A     | Morgan Guilavogui   |
| 31 | Francia (bandiera)        | C     | Alpha Diallo        |
| 32 | Francia (bandiera)        | D     | Kyllian Antonio     |
| 33 | Francia (bandiera)        | C     | Fodé Sylla          |
| 36 | Francia (bandiera)        | A     | Rémy Labeau Lascary |
| 37 | Francia (bandiera)        | D     | Ismaëlo Ganiou      |
| 38 | Francia (bandiera)        | A     | Rayan Fofana        |
| 40 | Francia (bandiera)        | P     | Robin Risser        |
| 41 | Mali (bandiera)           | D     | Souleymane Sagnan   |
| 50 | Francia (bandiera)        | P     | Ilan Jourdren       |

## Calciomercato

### Sessione estiva(dal 1º/7 al 1º/9)
| Acquisti         | Acquisti         | Acquisti         | Acquisti         |
| R.               | Nome             | da               | Modalità         |
| Altre operazioni | Altre operazioni | Altre operazioni | Altre operazioni |
| R.               | Nome             | da               | Modalità         |
| ---------------- | ---------------- | ---------------- | ---------------- |

| Cessioni         | Cessioni         | Cessioni         | Cessioni         |
| R.               | Nome             | a                | Modalità         |
| Altro operazioni | Altro operazioni | Altro operazioni | Altro operazioni |
| R.               | Nome             | da               | Modalità         |
| ---------------- | ---------------- | ---------------- | ---------------- |

### Sessione invernale
| Acquisti         | Acquisti         | Acquisti         | Acquisti         |
| R.               | Nome             | da               | Modalità         |
| Altre operazioni | Altre operazioni | Altre operazioni | Altre operazioni |
| R.               | Nome             | da               | Modalità         |
| ---------------- | ---------------- | ---------------- | ---------------- |

| Cessioni         | Cessioni         | Cessioni         | Cessioni         |
| R.               | Nome             | a                | Modalità         |
| Altre operazioni | Altre operazioni | Altre operazioni | Altre operazioni |
| R.               | Nome             | a                | Modalità         |
| ---------------- | ---------------- | ---------------- | ---------------- |

## Risultati

### Ligue 1

#### Girone di andata
| Arbitro: | Lissorgue |

|  |           |                  |
|  | Marcatori | 45+1’ Mikautadze |

| Le Havre 24 agosto 2025, ore 17:15 CEST 2ª giornata | Le Havre | – referto | Lens | Stadio Océane |

| Lens 29 agosto 2025, ore 20:45 CEST 3ª giornata | Lens | – referto | Brest | Stadio Bollaert-Delelis |

| Parigi 4ª giornata | Paris Saint-Germain | – referto | Lens | Parco dei Principi |

| Lens 5ª giornata | Lens | – referto | Lilla | Stadio Bollaert-Delelis |

| Rennes 6ª giornata | Rennes | – referto | Lens | Roazhon Park |

| Auxerre 7ª giornata | Auxerre | – referto | Lens | Stadio Abbé-Deschamps |

| Lens 8ª giornata | Lens | – referto | Paris FC | Stadio Bollaert-Delelis |

## Statistiche

### Statistiche di squadra
| Competizione     | Punti | In casa | In casa | In casa | In casa | In casa | In casa | In trasferta | In trasferta | In trasferta | In trasferta | In trasferta | In trasferta | Totale | Totale | Totale | Totale | Totale | Totale | DR |
| Competizione     | Punti | G       | V       | N       | P       | Gf      | Gs      | G            | V            | N            | P            | Gf           | Gs           | G      | V      | N      | P      | Gf     | Gs     | DR |
| ---------------- | ----- | ------- | ------- | ------- | ------- | ------- | ------- | ------------ | ------------ | ------------ | ------------ | ------------ | ------------ | ------ | ------ | ------ | ------ | ------ | ------ | -- |
| Ligue 1          | 0     | 1       | 0       | 0       | 1       | 0       | 1       |              |              |              |              |              |              | 1      | 0      | 0      | 1      | 0      | 1      | -1 |
| Coppa di Francia | -     |         |         |         |         |         |         |              |              |              |              |              |              |        |        |        |        |        |        |    |
| Totale           | -     | 1       | 0       | 0       | 1       | 0       | 1       |              |              |              |              |              |              | 1      | 0      | 0      | 1      | 0      | 1      | -1 |

### Andamento in campionato
| Giornata  | 1 | 2 | 3 | 4 | 5 | 6 | 7 | 8 | 9 | 10 | 11 | 12 | 13 | 14 | 15 | 16 | 17 | 18 | 19 | 20 | 21 | 22 | 23 | 24 | 25 | 26 | 27 | 28 | 29 | 30 | 31 | 32 | 33 | 34 |
| --------- | - | - | - | - | - | - | - | - | - | -- | -- | -- | -- | -- | -- | -- | -- | -- | -- | -- | -- | -- | -- | -- | -- | -- | -- | -- | -- | -- | -- | -- | -- | -- |
| Luogo     | C |   |   |   |   |   |   |   |   |    |    |    |    |    |    |    |    |    |    |    |    |    |    |    |    |    |    |    |    |    |    |    |    |    |
| Risultato | P |   |   |   |   |   |   |   |   |    |    |    |    |    |    |    |    |    |    |    |    |    |    |    |    |    |    |    |    |    |    |    |    |    |
| Posizione |   |   |   |   |   |   |   |   |   |    |    |    |    |    |    |    |    |    |    |    |    |    |    |    |    |    |    |    |    |    |    |    |    |    |

Legenda:

Luogo: C = Casa; T = Trasferta. Risultato: V = Vittoria; N = Pareggio; P = Sconfitta.

### Statistiche individuali
| Giocatore         | Ligue 1  | Ligue 1 | Ligue 1     | Ligue 1    | Coupe de France | Coupe de France | Coupe de France | Coupe de France | Totale   | Totale | Totale      | Totale     |
| Giocatore         | Presenze | Reti    | Ammonizioni | Espulsioni | Presenze        | Reti            | Ammonizioni     | Espulsioni      | Presenze | Reti   | Ammonizioni | Espulsioni |
| ----------------- | -------- | ------- | ----------- | ---------- | --------------- | --------------- | --------------- | --------------- | -------- | ------ | ----------- | ---------- |
| S. Abdulhamid     | 1        | 0       | 0           | 0          | 0               | 0               | 0               | 0               | 1        | 0      | 0           | 0          |
| R. Aguilar        | 1        | 0       | 0           | 0          | 0               | 0               | 0               | 0               | 1        | 0      | 0           | 0          |
| J. Agbonifo       | 0        | 0       | 0           | 0          | 0               | 0               | 0               | 0               | 0        | 0      | 0           | 0          |
| K. Antonio        | 0        | 0       | 0           | 0          | 0               | 0               | 0               | 0               | 0        | 0      | 0           | 0          |
| S. Baidoo         | 1        | 0       | 0           | 0          | 0               | 0               | 0               | 0               | 1        | 0      | 0           | 0          |
| A. Bermont        | 1        | 0       | 0           | 0          | 0               | 0               | 0               | 0               | 1        | 0      | 0           | 0          |
| A. Bulatović      | 0        | 0       | 0           | 0          | 0               | 0               | 0               | 0               | 0        | 0      | 0           | 0          |
| N. Čelik          | 0        | 0       | 0           | 0          | 0               | 0               | 0               | 0               | 0        | 0      | 0           | 0          |
| J. Chávez         | 0        | 0       | 0           | 0          | 0               | 0               | 0               | 0               | 0        | 0      | 0           | 0          |
| A. Diouf          | 1        | 0       | 0           | 0          | 0               | 0               | 0               | 0               | 1        | 0      | 0           | 0          |
| R. Fofana         | 1        | 0       | 0           | 0          | 0               | 0               | 0               | 0               | 1        | 0      | 0           | 0          |
| A. Fulgini        | 0        | 0       | 0           | 0          | 0               | 0               | 0               | 0               | 0        | 0      | 0           | 0          |
| J. Gradit         | 0        | 0       | 0           | 0          | 0               | 0               | 0               | 0               | 0        | 0      | 0           | 0          |
| M. Guilavogui     | 1        | 0       | 0           | 0          | 0               | 0               | 0               | 0               | 1        | 0      | 0           | 0          |
| R. Labeau Lascary | 0        | 0       | 0           | 0          | 0               | 0               | 0               | 0               | 0        | 0      | 0           | 0          |
| D. Machado        | 1        | 0       | 0           | 0          | 0               | 0               | 0               | 0               | 1        | 0      | 0           | 0          |
| H. Ojediran       | 0        | 0       | 0           | 0          | 0               | 0               | 0               | 0               | 0        | 0      | 0           | 0          |
| T. Pouilly        | 0        | 0       | 0           | 0          | 0               | 0               | 0               | 0               | 0        | 0      | 0           | 0          |
| R. Risser         | 1        | -1      | 0           | 0          | 0               | 0               | 0               | 0               | 1        | -1     | 0           | 0          |
| W. Saïd           | 1        | 0       | 0           | 0          | 0               | 0               | 0               | 0               | 1        | 0      | 0           | 0          |
| M. Sarr           | 1        | 0       | 1           | 0          | 0               | 0               | 0               | 0               | 1        | 0      | 1           | 0          |
| M. Satriano       | 0        | 0       | 0           | 0          | 0               | 0               | 0               | 0               | 0        | 0      | 0           | 0          |
| F. Sotoca         | 1        | 0       | 0           | 0          | 0               | 0               | 0               | 0               | 1        | 0      | 0           | 0          |
| F. Thauvin        | 1        | 0       | 0           | 0          | 0               | 0               | 0               | 0               | 1        | 0      | 0           | 0          |
| A. Thomasson      | 1        | 0       | 0           | 0          | 0               | 0               | 0               | 0               | 1        | 0      | 0           | 0          |
| M. Udol           | 0        | 0       | 0           | 0          | 0               | 0               | 0               | 0               | 0        | 0      | 0           | 0          |